# 大月伸
大月 伸（おおつき しん、1896年（明治29年）12月18日 - 1980年（昭和55年）4月13日）は、日本の弁護士、大阪弁護士会会長、第15代日本弁護士連合会会長、関西大学理事・顧問を務めた。岡山県高梁市出身。

## 経歴

### 生い立ち
1896年（明治26年）岡山県上房郡上竹荘村（現：高梁市）で生れる。その後、旧制岡山県立高梁中学（現：岡山県立高梁高等学校）を経て、関西大学へ進学する。1917年（大正6年）7月に関西大学専門部法律学科を卒業し、翌年、1918年（大正7年）4月に日本大学法学高等研究科（現：日本大学法科大学院）を専攻する。1919年、同校を卒業し、1920年（大正9年）12月11日、大月は弁護士試験に合格する。

### 弁護士として
1921年（大正10年）1月、大月は大阪で弁護士業開業し、その後、1936年（昭和11年） 大阪弁護士会副会長､ 第二次世界大戦後の1950年（昭和25年）日本弁護士連合会監事、理事となり、1954年（昭和29年） 大阪弁護士会会長になった。同年、日本弁護士連合会副会長となり、その後、常務理事を務め、1964年（昭和39年）、大月は第15代・日本弁護士連合会会長に就任する。
1947年には、母校の関西大学法人評議員に選ばれ、のち1958年、大学理事となり、名神高速道路学内通過問題などの解決に尽力した。その後も評議員として母校・関西大学の発展に寄与し、1967年（昭和42年）には同大学の顧問となる。また、1956年（昭和31年）から同校の校友会会長を５年間務めている。